# Florian Fritsch (Golfspieler)
Florian Fritsch (* 29. Oktober 1985 in München) ist ein ehemaliger deutscher Berufsgolfer, der im Jahr 2010 durch seinen 6. Platz in der entscheidenden Phase der European Tour Q-School seine Tourkarte für die European Tour 2011 erlangte.

## Karriere
Florian Fritsch begann im Alter von 10 Jahren das Golfspiel im Golfclub Pfaffing Wasserburger Land. Mit 12 Jahren entschied er sich, Profigolfer zu werden. Durch die Unterstützung seiner Eltern konnte er drei Jahre die Leadbetter School in Bradenton, Florida, USA besuchen. Nach seiner Rückkehr wechselte er im Jahr 2002 zum Golf Club St. Leon-Rot. Zwischen 2001 und 2008 spielte er in der Golf Nationalmannschaft. Nach Erfolgen im Amateurbereich, so erlangte er fünfmal Gold mit der deutschen Mannschaft und wurde viermal deutscher Ranglistenmeister, wechselte er 2008 ins Profilager. Durch seinen 15. Platz in der Second Qualifying Stage der European Tour Q-School im Sherry Golf Jerez in Jerez, Spanien sicherte er sich seine Spielberechtigung für die Challenge Tour 2009. Dort war er 2009 mit zwei 2. Plätzen und dem 31. Rang einer der besten deutschen Spieler. Seinen ersten Sieg als Profi erlangte er im Mai 2009 auf der EPD Tour mit dem Gewinn der Gut Winterbrock Classic.
Anfang 2010 kündigte er an, sich aus dem Profisport zurückzuziehen. Als Gründe gab er an, mental nicht reif genug für den Profisport zu sein und dem starken Druck nicht standhalten zu können. Zudem hatte sich bei ihm eine Flugangst entwickelt.
Dennoch spielte er einige Turniere der Challenge Tour mit und erzielte auch ein Top 10 Resultat. Hervorzuheben ist sein Sieg der Heidelberg Lobenfeld Classic 2010. Mit dem 15. Rang der entscheidenden Phase der European Tour Q-School erspielte er sich die Spielberechtigung für die European Tour 2011.
Bei den Andalusien-Open in Málaga erreichte Fritsch im März 2011 mit dem geteilten achten Platz seine erste Top-Ten-Platzierung auf der European Tour. Am Saisonende reichte es dann aber mit dem 156. Rang in der Geldrangliste nicht zum Erhalt der Tourkarte.
2014 erreichte Fritsch auf der Challenge Tour durch sieben Top-10-Platzierungen, darunter drei zweite Plätze, den 12. Rang und qualifizierte sich damit erneut für die kommende European-Tour-Saison.
Im Oktober 2015 gewann er mit Michael Ballack die Pro-Am Wertung der Alfred Dunhill Links Championship.
Im Februar 2017 wählten ihn die Mitglieder der PGA of Germany zum Player of the Year 2016.
Seit 2019 moderiert er gemeinsam mit dem ehemaligen Radiomoderator Jens Zielinski: TEE TIME - der Golfpodcast.
Im Juni 2020 verkündete Fritsch erneut sein Karriereende als Golfer, um sich anderen Dingen im Leben zu widmen und so mehr Zeit für seine Familie zu haben.

## Auszeichnungen
Goldene DGV Ehrennadel 2006
Player of the Year 2016 der PGA of Germany

## Trivia
Zu seinen Hobbys zählen Tennis und Tischtennis. Außerdem ist er ein Fan des FC Bayern München.

## Profi-Siege (3)
ECCO Tour (1)
| Nr. | Datum            | Turnier                     | Sieg Score         | Vorsprung | Zweitplatzierte   |
| --- | ---------------- | --------------------------- | ------------------ | --------- | ----------------- |
| 1   | 15. Februar 2017 | Mediter Real Estate Masters | -17 (69-60-66=195) | 7 Schläge | Kristopher Reitan |

### EPD Tour (2)
| Nr. | Datum        | Turnier                      | Sieg Score         | Vorsprung | Zweitplatzierte           |
| --- | ------------ | ---------------------------- | ------------------ | --------- | ------------------------- |
| 1   | 5. Mai 2009  | Gut Winterbrock Classic      | -11 (71-65-68=205) | Playoff   | Max Kramer                |
| 2   | 19. Mai 2010 | Heidelberg Lobenfeld Classic | -9 (69-67-68=204)  | 6 Schläge | Max Kramer, Stephan Gross |